# District de Ñürüm
Le district de Ñürüm est l'une des divisions qui composent la comarque indigène de Ngöbe-Buglé, au Panama.

## Crédit d'auteurs
- (es) Cet article est partiellement ou en totalité issu de l’article de Wikipédia en espagnol intitulé « Distrito de Ñürüm » (voir la liste des auteurs).